# Municipio de Anina
El municipio de Anina (en inglés: Anina Township) es un municipio ubicado en el condado de Jerauld en el estado estadounidense de Dakota del Sur. En el año 2010 tenía una población de 21 habitantes y una densidad poblacional de 0,23 personas por km².

## Geografía
El municipio de Anina se encuentra ubicado en las coordenadas 43°58′54″N 98°36′36″O / 43.98167, -98.61000. Según la Oficina del Censo de los Estados Unidos, el municipio tiene una superficie total de 91.29 km², de la cual 90,23 km² corresponden a tierra firme y (1,16 %) 1,06 km² es agua.

## Demografía
Según el censo de 2010, había 21 personas residiendo en el municipio de Anina. La densidad de población era de 0,23 hab./km². De los 21 habitantes, el municipio de Anina estaba compuesto por el 90,48 % blancos, el 9,52 % eran de otras razas. Del total de la población el 9,52 % eran hispanos o latinos de cualquier raza.